# Provincia de Hohenzollern
La provincia de Hohenzollern (en alemán: Hohenzollernsche Lande) fue de facto una provincia del Reino de Prusia. Fue creada en 1850 mediante la unión de los principados de Hohenzollern-Sigmaringen y Hohenzollern-Hechingen después que ambas líneas principescas gobernantes católicas e independientes de la Casa de Hohenzollern entregaran su soberanía a Prusia, gobernada por la rama protestante de los Hohenzollern. Usaba el mismo escudo de armas de la casa gobernante.
Hohenzollern consistía en un único distrito, el Regierungsbezirk de Sigmaringen. El último censo de 1939 resultó en 74.000 habitantes; la capital era Sigmaringen. Mientras Hohenzollern disfrutaba de todos los derechos como una joven provincia de Prusia, incluyendo representación en el parlamento prusiano, sus asuntos militares eran gobernados por la provincia del Rin. El Regierungsbezirk Sigmaringen fue subdividido en siete Oberamtsbezirke, aunque solo cuatro de ellos permanecían en 1925, cuando fueron fusionados y redivididos como dos nuevos Kreise.
En 1946, la administración militar francesa la convirtió en parte del estado de Wurtemberg-Hohenzollern. Hohenzollern forma parte del estado federal alemán de Baden-Wurtemberg desde 1952.
Después de reformas regionales, en 1973 las fronteras de Hohenzollern fueron finalmente eliminadas, y la región ahora pertenece a los distritos de Sigmaringen y Zollernalbkreis, que también contiene territorio que previamente no pertenecía a la provincia de Hohenzollern.